# Francisco López Silva
Francisco López Silva (n. La Coruña, España; 17 de agosto de 1880 - f. Buenos Aires, Argentina; 3 de diciembre de 1960) fue un primer actor español que desarrolló su carrera en Argentina desde 1942. Estuvo casado con la primera actriz Antonia Herrero. 

## Carrera
López Silva fue un brillante actor comediante que se destacó sobre todo durante la época de oro del cine argentino en 30 filmes, junto a actores de la talla de Arturo García Buhr, Jorge Mistral, Roberto Airaldi, Amalia Sánchez Ariño, Norma Giménez, Beba Bidart, Lalo Malcolm, Francisco de Paula, Eva Duarte, Jorge Rigaud, entre otros.
En teatro integra la compañía de la genial Margarita Xirgú en 1920.

### Filmografía
- 1941: La novela de un joven pobre
- 1942: La casa de los millones
- 1942: La mentirosa
- 1943: Cuando florezca el naranjo
- 1943: Dieciséis años
- 1943: Los hombres las prefieren viudas
- 1943: La piel de zapa
- 1944: El deseo
- 1944: Centauros del pasado
- 1944: Nuestra natacha
- 1945: La pródiga
- 1945: La dama duende
- 1946: Rosa de América
- 1950: El regreso
- 1951: Los árboles mueren de pie
- 1951: Me casé con una estrella
- 1952: La muerte en las calles
- 1953: La casa grande
- 1953: El Conde de Montecristo
- 1954: Desalmados en pena
- 1954: El grito sagrado
- 1955: Los hermanos corsos
- 1955: La Quintrala, doña Catalina de los Ríos y Lisperguer
- 1956: Más allá del olvido
- 1957: Una viuda difícil
- 1957: El hombre señalado
- 1958: Amor prohibido
- 1959: En la vía
- 1959: En la ardiente oscuridad[2]

### Televisión
- 1956: Teatro de la noche.

### Teatro
En teatro se destacó en obras como:
- La cola de la sirena (1941)
- Vergüenza de querer (1941)
- La novia perdida (1941)
- La casa de los millones (1942)
- Los árboles mueren de pie (1949), junto a Luisa Vehil, Esteban Serrador y Amalia Sánchez Ariño
- La dama del alba (1950)
- La llave en el desván (1951)
- Cuando la verdad es mentira (1951)
- La casa de los siete balcones (1957)[3]
- Envidia (1958)